# Kapelle (Holandia)
Kapelle – miasto w południowo-zachodniej Holandii w prowincji Zelandia, 13 051 mieszkańców (2023).

## Miasta partnerskie
- Orry-la-Ville[3]